# Houstonia spellenbergii
Houstonia spellenbergii är en måreväxtart som först beskrevs av Guy L. Nesom och Vorobik, och fick sitt nu gällande namn av Edward Everett Terrell. Houstonia spellenbergii ingår i släktet Houstonia och familjen måreväxter. Inga underarter finns listade i Catalogue of Life.